# Tapinoma philippinense
Tapinoma philippinense är en myrart som beskrevs av Horace Donisthorpe 1942. Tapinoma philippinense ingår i släktet Tapinoma och familjen myror. Inga underarter finns listade i Catalogue of Life.